# Finale de la Ligue des champions de l'UEFA 2023-2024
La finale de la Ligue des champions de l'UEFA 2023-2024 est le dernier match de la Ligue des champions 2023-2024, la 69e édition du principal tournoi européen de football interclubs organisé par l'UEFA et la 32e saison depuis qu'elle a été renommée de Coupe d'Europe des clubs champions à Ligue des champions de l'UEFA. Elle se joue au Stade de Wembley de Londres, en Angleterre, le 1er juin 2024 dont c'est la troisième finale de Ligue des champions que le nouveau stade de Wembley organise après celle de 2011 et 2013.
Initialement prévu pour la finale de 2023, et en raison du report et du déplacement de la finale de 2020 à cause de la pandémie de COVID-19 en Europe, les hôtes prévus pour les finales suivantes ont été repoussés d'un an, et le Stade de Wembley de Londres s'est vu attribuer la finale de 2024,.
Le vainqueur se qualifiera automatiquement pour la phase de championnat de la Ligue des champions 2024-2025 et gagnera également le droit de jouer contre le vainqueur de la Ligue Europa 2023-2024 lors de la Supercoupe de l'UEFA 2024, ainsi que le droit de jouer la Coupe intercontinentale de la FIFA 2024 et la Coupe du monde des clubs de la FIFA 2025.

## Avant-match

### Présentation des équipes
Tombeurs respectifs du Bayern Munich et du Paris Saint Germain, le Real Madrid et le Borussia Dortmund s'affrontent en finale pour la première fois. 
Le Real Madrid recordman de titres dans la  compétition dispute sa 18e finale. La dernière perdue remonte à 1981 contre Liverpool et depuis le Real a remporté ses huit dernières finales. Contrairement aux Merenges habitués à ce stade de la compétition, l'équipe de Dortmund part en tant qu'outsider. Le club allemand a remporté qu'une seule fois la compétition en 1997 contre la Juventus Turin. Sa dernière finale remonte à  2013 perdue contre le Bayern Munich. C'est la 8e finale accueillie par le Stade de Wembley, la première pour le Real et la 2e pour Dortmund qui s'est incliné dans ce stade en 2013 contre le Bayern Munich. 

### Ambassadeurs
Karl-Heinz Riedle ( Dortmund )
Zinédine Zidane ( Real Madrid ) 

### Cérémonie d'ouverture et déroulement de la rencontre
La cérémonie d'ouverture est la prestation de l'artiste américain Lenny Kravitz. Le début de la rencontre est marqué par la pénétration de quelques individus sur la pelouse. L'équipe de Dortmund se procure les premières occasions du match avec des ratés nets de Karim Adeyemi et Niclas Füllkrug. En deuxième mi temps, le Real reprend le tempo. Carvajal débloque la situation  sur un corner tiré par Toni Kroos. À la suite d'une mauvaise passe de Ian Maatsen, Jude Bellingham sert Vinícius Júnior pour le but du break. Edin Terzić décide de faire rentrer Sébastien Haller, Donyell Malen et Jamie Bynoe-Gittens pour apporter plus de fraîcheur offensivement à Dortmund mais un but de Füllkrug est refusé pour position de hors jeu. Le Real Madrid remporte sa quinzième Ligue des champions. Dortmund échoue pour la deuxième fois en finale à Wembley. Le latéral droit madrilène Dani Carvajal est élu homme du match.

### Moments marquants
Ce match est le dernier de Toni Kroos en club parce que l'Allemand a annoncé sa retraite après le Championnat d'Europe de football 2024 dans son pays. À Dortmund, le capitaine Marco Reus quitte le club à la fin de la saison. Luka Modrić, Nacho, Kroos et Carvajal remportent leur 6e Ligue des champions rattrapant ainsi Paco Gento seul joueur ayant six Coupes d'Europe. Carlo Ancelotti remporte sa 5e Ligue des champions en tant qu'entraîneur (record). 

## Équipe
| Équipes           | Précédentes apparitions en finale (en gras celles remportées)                                             |
| ----------------- | --- |
| Borussia Dortmund | 2 (1997, 2013)                                                                                            |
| Real Madrid       | 17 (1956, 1957, 1958, 1959, 1960, 1962, 1964, 1966, 1981, 1998, 2000, 2002, 2014, 2016, 2017, 2018, 2022) |

## Parcours respectifs
Note : dans les résultats ci-dessous, le score du finaliste est toujours donné en premier (D : domicile ; E : extérieur).
| Rang | Équipe              | Pts | J | G | N | P | Bp | Bc | Diff |
| ---- | ------------------- | --- | - | - | - | - | -- | -- | ---- |
| 1    | Borussia Dortmund   | 11  | 6 | 3 | 2 | 1 | 7  | 4  | +3   |
| 2    | Paris Saint-Germain | 8   | 6 | 2 | 2 | 2 | 9  | 8  | +1   |
| 3    | AC Milan            | 8   | 6 | 2 | 2 | 2 | 5  | 8  | -3   |
| 4    | Newcastle United    | 5   | 6 | 1 | 2 | 3 | 6  | 7  | -1   |

| Rang | Équipe       | Pts | J | G | N | P | Bp | Bc | Diff |
| ---- | ------------ | --- | - | - | - | - | -- | -- | ---- |
| 1    | Real Madrid  | 18  | 6 | 6 | 0 | 0 | 16 | 7  | +9   |
| 2    | SSC Naples   | 10  | 6 | 3 | 1 | 2 | 10 | 9  | +1   |
| 3    | SC Braga     | 4   | 6 | 1 | 1 | 4 | 6  | 12 | -6   |
| 4    | Union Berlin | 2   | 6 | 0 | 2 | 4 | 6  | 10 | -4   |

## Match
| Dortmund ·    |                     |     |
| Titulaires :  |                     |     |
|               |                     |     |
| 01            | Gregor Kobel        |     |
| 26            | Julian Ryerson      |     |
| 15            | Mats Hummels        |     |
| 04            | Nico Schlotterbeck  |     |
| 22            | Ian Maatsen         |     |
| 23            | Emre Can            | 80e |
| 20            | Marcel Sabitzer     |     |
| 10            | Jadon Sancho        | 87e |
| 19            | Julian Brandt       | 80e |
| 27            | Karim Adeyemi       | 72e |
| 14            | Niclas Füllkrug     |     |
|               |                     |     |
| Remplaçants : |                     |     |
| 33            | Alexander Meyer     |     |
| 35            | Marcel Lotka        |     |
| 06            | Salih Özcan         |     |
| 08            | Felix Nmecha        |     |
| 09            | Sébastien Haller    | 80e |
| 11            | Marco Reus          | 72e |
| 17            | Marius Wolf         |     |
| 18            | Youssoufa Moukoko   |     |
| 21            | Donyell Malen       | 80e |
| 25            | Niklas Süle         |     |
| 38            | Kjell Wätjen        |     |
| 43            | Jamie Bynoe-Gittens | 87e |
|               |                     |     |
| Entraîneur :  |                     |     |
| Edin Terzić   |                     |     |

| Real Madrid ·   |                     |       |
| Titulaires :    |                     |       |
|                 |                     |       |
| 01              | Thibaut Courtois    |       |
| 02              | Dani Carvajal       |       |
| 22              | Antonio Rüdiger     |       |
| 06              | Nacho               |       |
| 23              | Ferland Mendy       |       |
| 15              | Federico Valverde   |       |
| 12              | Eduardo Camavinga   |       |
| 08              | Toni Kroos          | 85e   |
| 05              | Jude Bellingham     | 85e   |
| 11              | Rodrygo             | 90+1e |
| 07              | Vinícius Júnior     | 90+4e |
|                 |                     |       |
| Remplaçants :   |                     |       |
| 13              | Andriy Lunin        |       |
| 25              | Kepa Arrizabalaga   |       |
| 03              | Éder Militão        | 90+1e |
| 04              | David Alaba         |       |
| 10              | Luka Modrić         | 85e   |
| 14              | Joselu              | 85e   |
| 17              | Lucas Vázquez       | 90+4e |
| 18              | Aurélien Tchouaméni |       |
| 19              | Dani Ceballos       |       |
| 20              | Fran García         |       |
| 21              | Brahim Díaz         |       |
| 24              | Arda Güler          |       |
|                 |                     |       |
| Entraîneur :    |                     |       |
| Carlo Ancelotti |                     |       |

| Dortmund ·    |                     |     |
| Titulaires :  |                     |     |
|               |                     |     |
| 01            | Gregor Kobel        |     |
| 26            | Julian Ryerson      |     |
| 15            | Mats Hummels        |     |
| 04            | Nico Schlotterbeck  |     |
| 22            | Ian Maatsen         |     |
| 23            | Emre Can            | 80e |
| 20            | Marcel Sabitzer     |     |
| 10            | Jadon Sancho        | 87e |
| 19            | Julian Brandt       | 80e |
| 27            | Karim Adeyemi       | 72e |
| 14            | Niclas Füllkrug     |     |
|               |                     |     |
| Remplaçants : |                     |     |
| 33            | Alexander Meyer     |     |
| 35            | Marcel Lotka        |     |
| 06            | Salih Özcan         |     |
| 08            | Felix Nmecha        |     |
| 09            | Sébastien Haller    | 80e |
| 11            | Marco Reus          | 72e |
| 17            | Marius Wolf         |     |
| 18            | Youssoufa Moukoko   |     |
| 21            | Donyell Malen       | 80e |
| 25            | Niklas Süle         |     |
| 38            | Kjell Wätjen        |     |
| 43            | Jamie Bynoe-Gittens | 87e |
|               |                     |     |
| Entraîneur :  |                     |     |
| Edin Terzić   |                     |     |

| Real Madrid ·   |                     |       |
| Titulaires :    |                     |       |
|                 |                     |       |
| 01              | Thibaut Courtois    |       |
| 02              | Dani Carvajal       |       |
| 22              | Antonio Rüdiger     |       |
| 06              | Nacho               |       |
| 23              | Ferland Mendy       |       |
| 15              | Federico Valverde   |       |
| 12              | Eduardo Camavinga   |       |
| 08              | Toni Kroos          | 85e   |
| 05              | Jude Bellingham     | 85e   |
| 11              | Rodrygo             | 90+1e |
| 07              | Vinícius Júnior     | 90+4e |
|                 |                     |       |
| Remplaçants :   |                     |       |
| 13              | Andriy Lunin        |       |
| 25              | Kepa Arrizabalaga   |       |
| 03              | Éder Militão        | 90+1e |
| 04              | David Alaba         |       |
| 10              | Luka Modrić         | 85e   |
| 14              | Joselu              | 85e   |
| 17              | Lucas Vázquez       | 90+4e |
| 18              | Aurélien Tchouaméni |       |
| 19              | Dani Ceballos       |       |
| 20              | Fran García         |       |
| 21              | Brahim Díaz         |       |
| 24              | Arda Güler          |       |
|                 |                     |       |
| Entraîneur :    |                     |       |
| Carlo Ancelotti |                     |       |